# Mimobolbus rufotestaceus
Mimobolbus rufotestaceus är en skalbaggsart som beskrevs av Karl Henrik Boheman 1857. Mimobolbus rufotestaceus ingår i släktet Mimobolbus och familjen Bolboceratidae. Inga underarter finns listade i Catalogue of Life.